# Senvelenturm

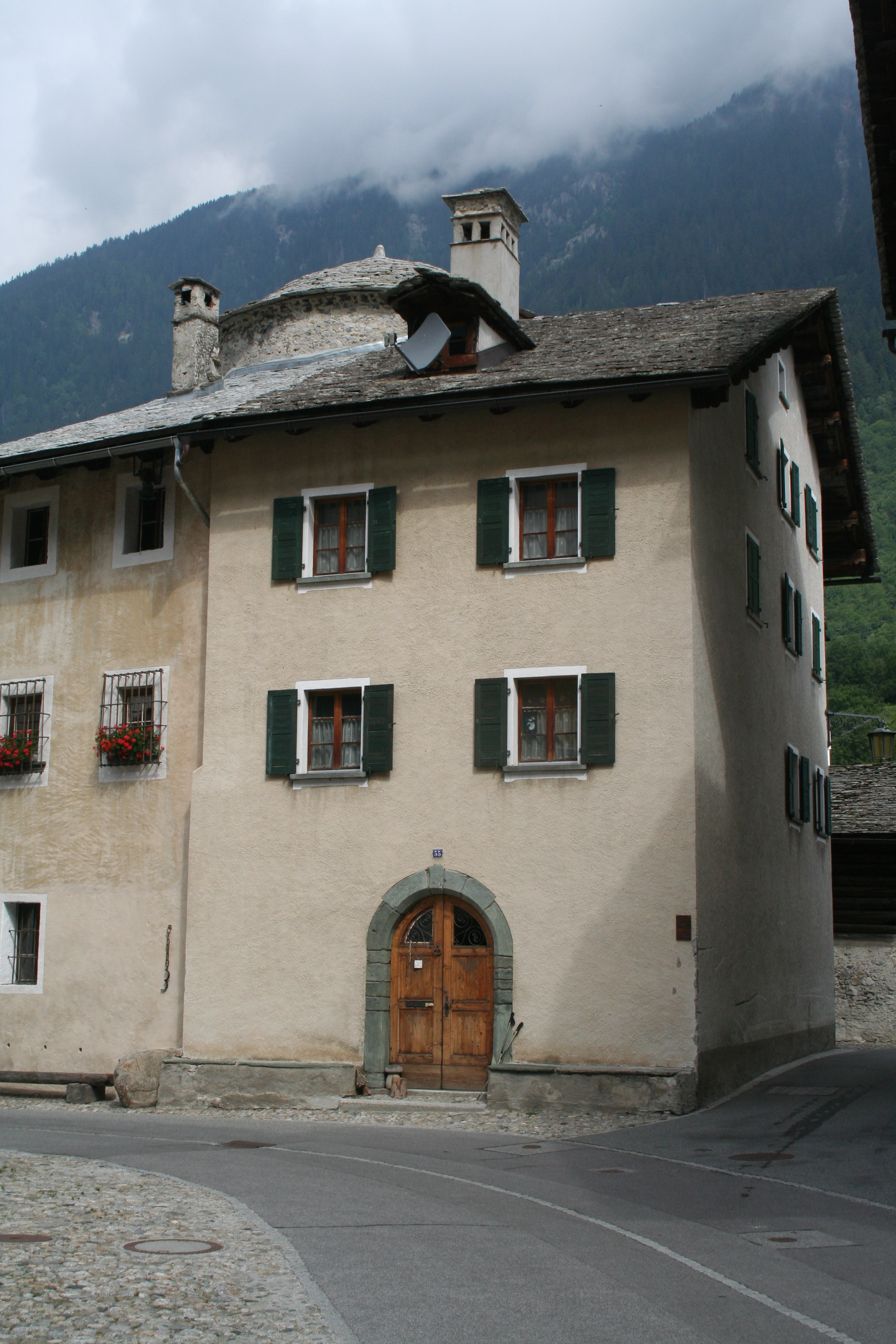
Vorderseite mit Rathaus

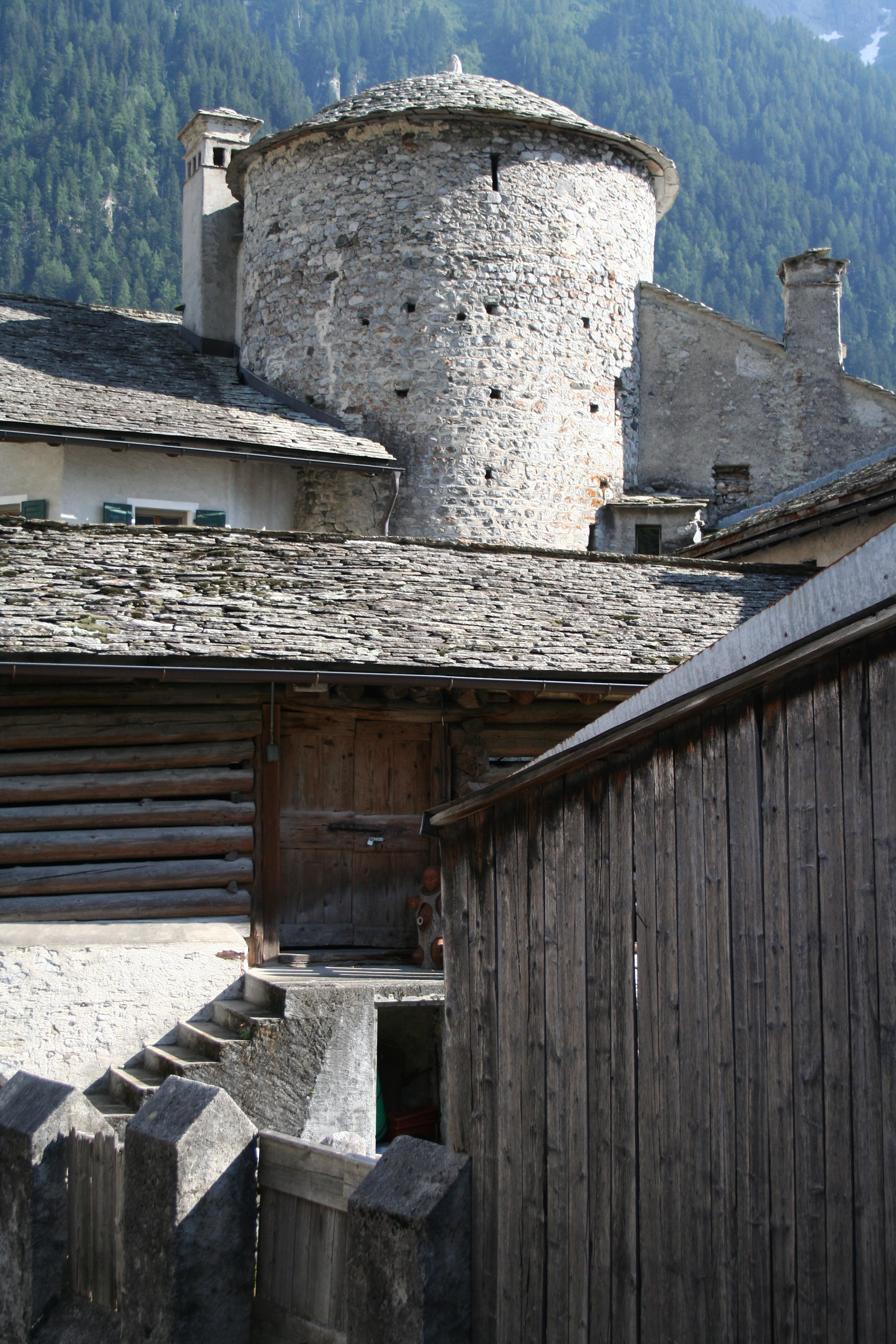
Rückseite

Der Senvelenturm ist ein runder Turm aus dem 13. Jahrhundert im Zentrum von Vicosoprano im Bergell im schweizerischen Kanton Graubünden. Der Name geht auf mittelhochdeutsch sinwël ‚rund‘ bzw. sinwëlli ‚Ründe‘ zurück. Das Bauwerk ist der einzige noch vollständig erhaltene mittelalterliche Rundturm im Kanton Graubünden.

## Bau
Der viergeschossige Senvelenturm ist heute in das Gebäude des Rathauses integriert, d. h. das Rathaus wurde später um den Turm herum gebaut. Der Turm wird in die zweite Hälfte des 13. Jahrhunderts datiert, das Rathaus entstand 1584.
Das Erdgeschoss wurde durch einen T-förmigen Einbau in drei Gefängnisräume unterteilt, die von oben durch getrennte Luken zugänglich waren. Ein Schüttstein zeigt an, dass das Erdgeschoss auch als Wohnraum genutzt wurde. Der ursprüngliche Hocheingang lag im zweiten Obergeschoss und ist nun vom Rathaus her zugänglich. Einzelne Scharten- oder Viereckfenster wurden vermauert. Das Dach mit Plattenbelag stammt aus nachmittelalterlicher Zeit.

## Bilder

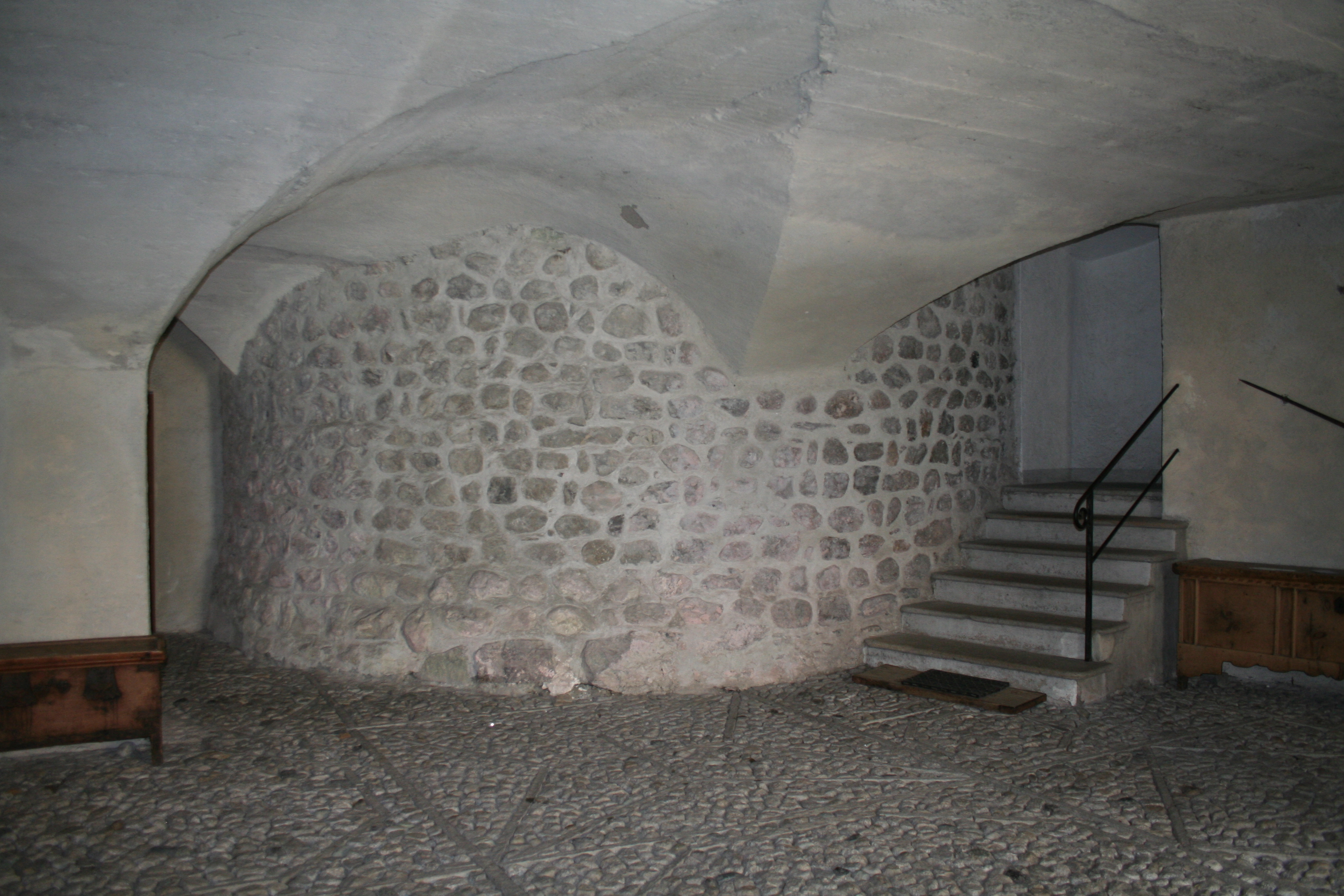
Erdgeschoss im Rathaus
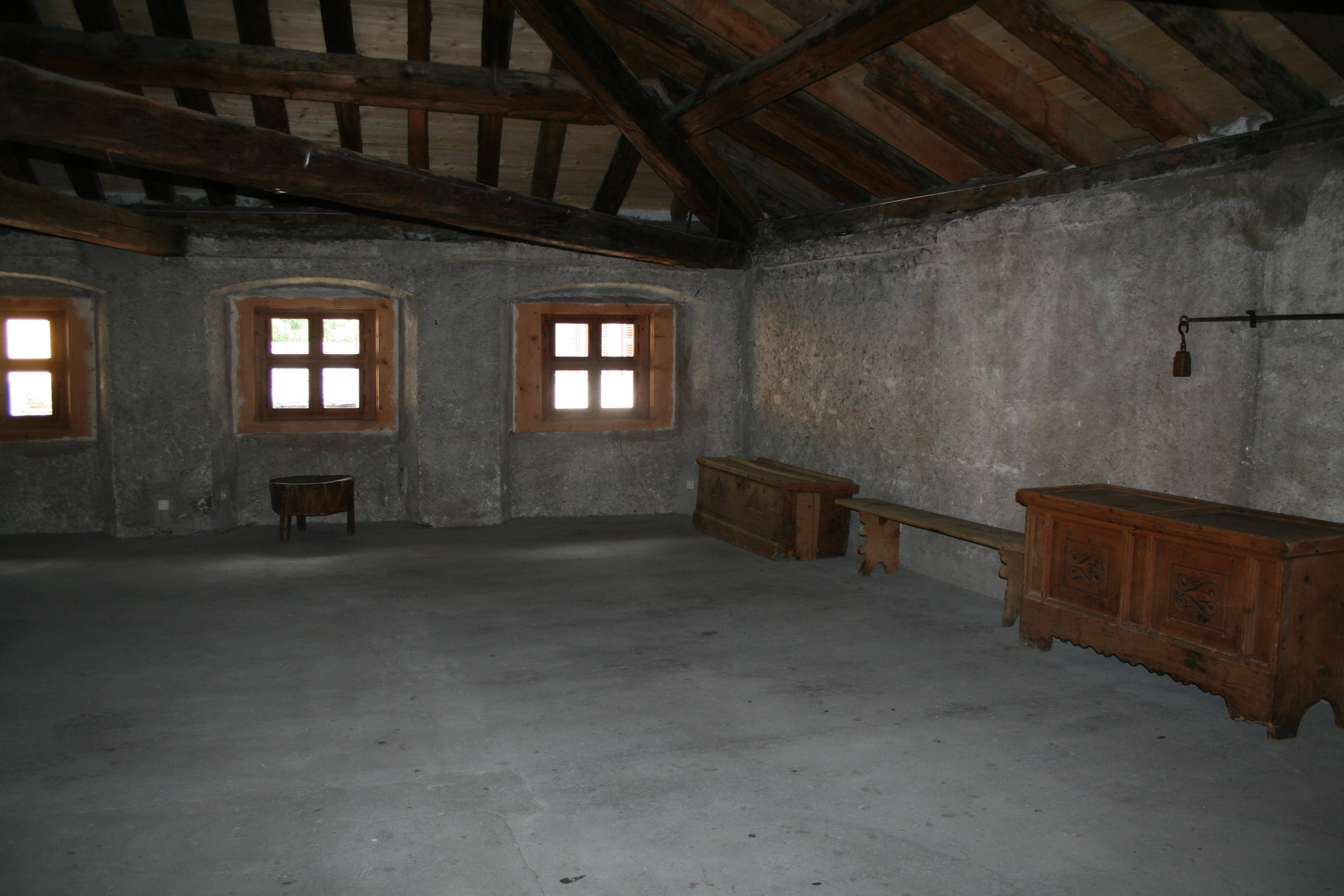
Dachgeschoss
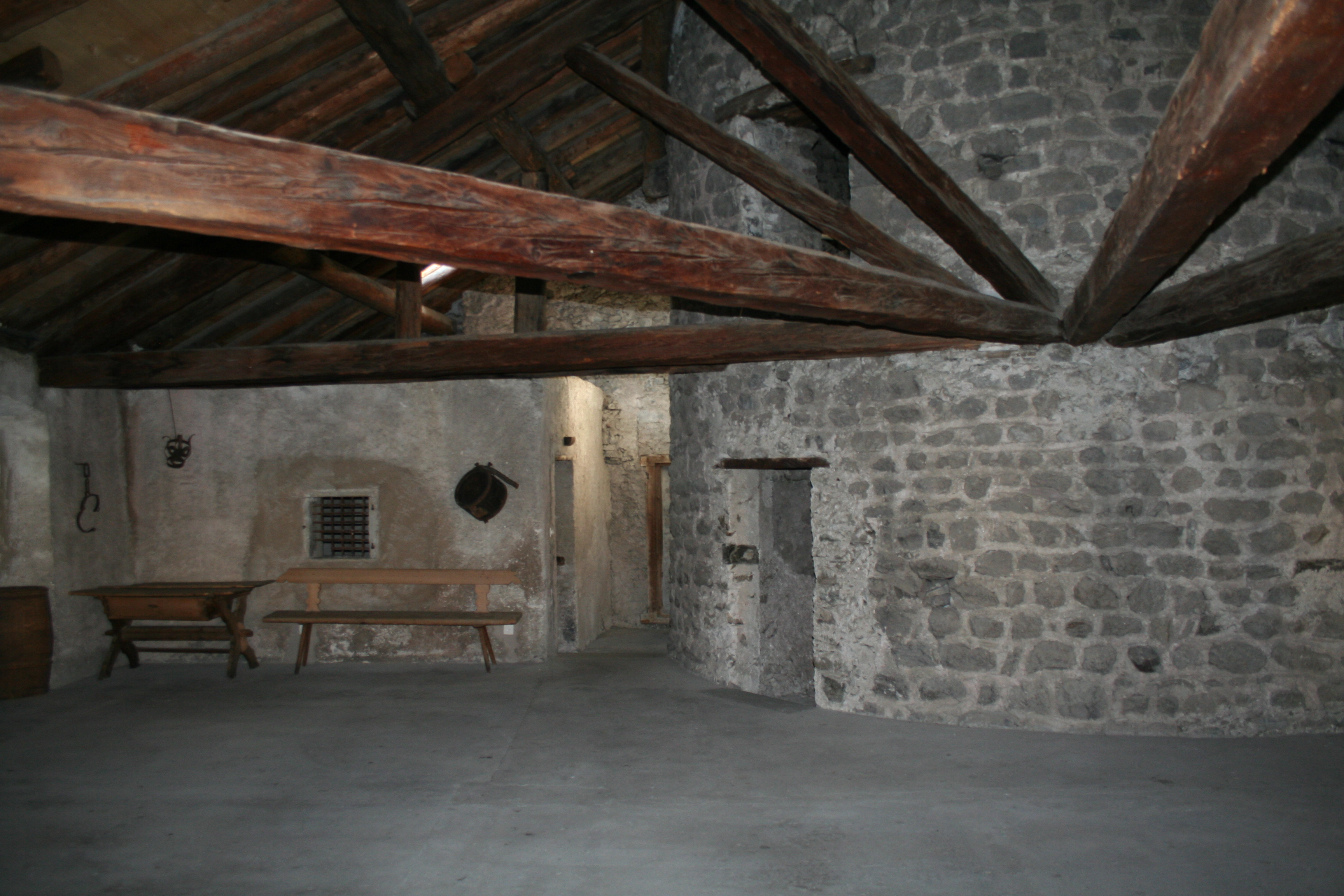
Dachgeschoss
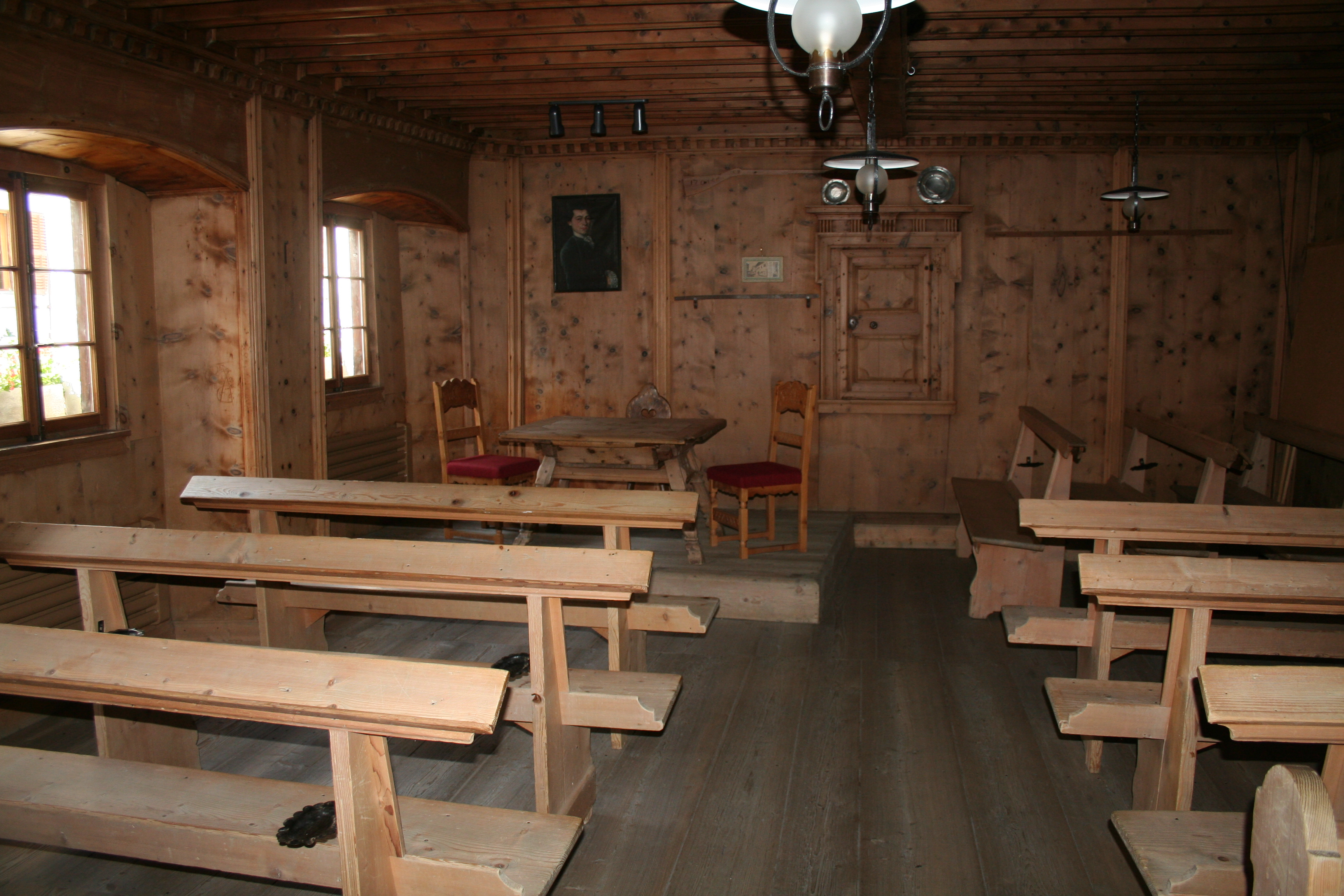
Ratsstube

## Geschichte
Als Jakob von Castelmur 1285 die Hälfte seiner Erbschaft seines Onkels Konrad von Castelmur an den Bischof von Chur übertrug, erhielt er auf Lebenszeit den Turm als Burglehen, d. h. die Burg war Entschädigung für einen Dienst als Burgmann. Nach seinem Tod sollte er an das Bistum zurückfallen: 

« et turrim rottundam sitam in Vicosupranum inhabitare … post dirctus quinque annos … supradicta theoloneum et turris ad ecclesiam Curiensis reverti debent libere … »

Später verlieh Bischof Ulrich (1331–1355) den Turm auf Lebenszeit an Thomas Planta und seine Söhne. 1390 wurde der Ammann Jacob Planta von Zuoz mit dem Turm beliehen. Der Turm war damals der Sitz des Bergeller Talgerichts. Im «Buoch der Vestinen» von 1410 wird der Turm als bischöflicher Besitz aufgeführt: 

«In vall Brigaell hat das Gotzhus ain turm ze Vispran, ain sinweln turn …»

Im 15. Jahrhundert kam er wieder in den Besitz der Castelmur, von denen sich ein Zweig Castelmur vom Turn nannte. Gemäss Ulrich Campell habe der Turm der Familie der Torriani gehört und sei nach deren Aussterben an die Castelmur zurückgegeben worden.
1583 kam der Turm in den Besitz der Gemeinde, welche ihn nach dem Bau des Rathauses zum Gefängnis umbaute. Aus dieser Zeit stammen die Ratsstube, die Gefängniszellen im 3. Stock, die Streckleiter und -instrumente und die Schandmasken. Im Holz der Winde ist noch undeutlich eine eingeschnitzte Jahreszahl 15.. erkennbar. An der Aussenmauer des Rathauses sind noch immer der Prangerblock und die Kette zu sehen, mit denen Übeltäter angekettet wurden.
Heute sind Rathaus und Turm tagsüber geöffnet und können kostenlos besichtigt werden. Auf Wunsch werden Führungen angeboten.

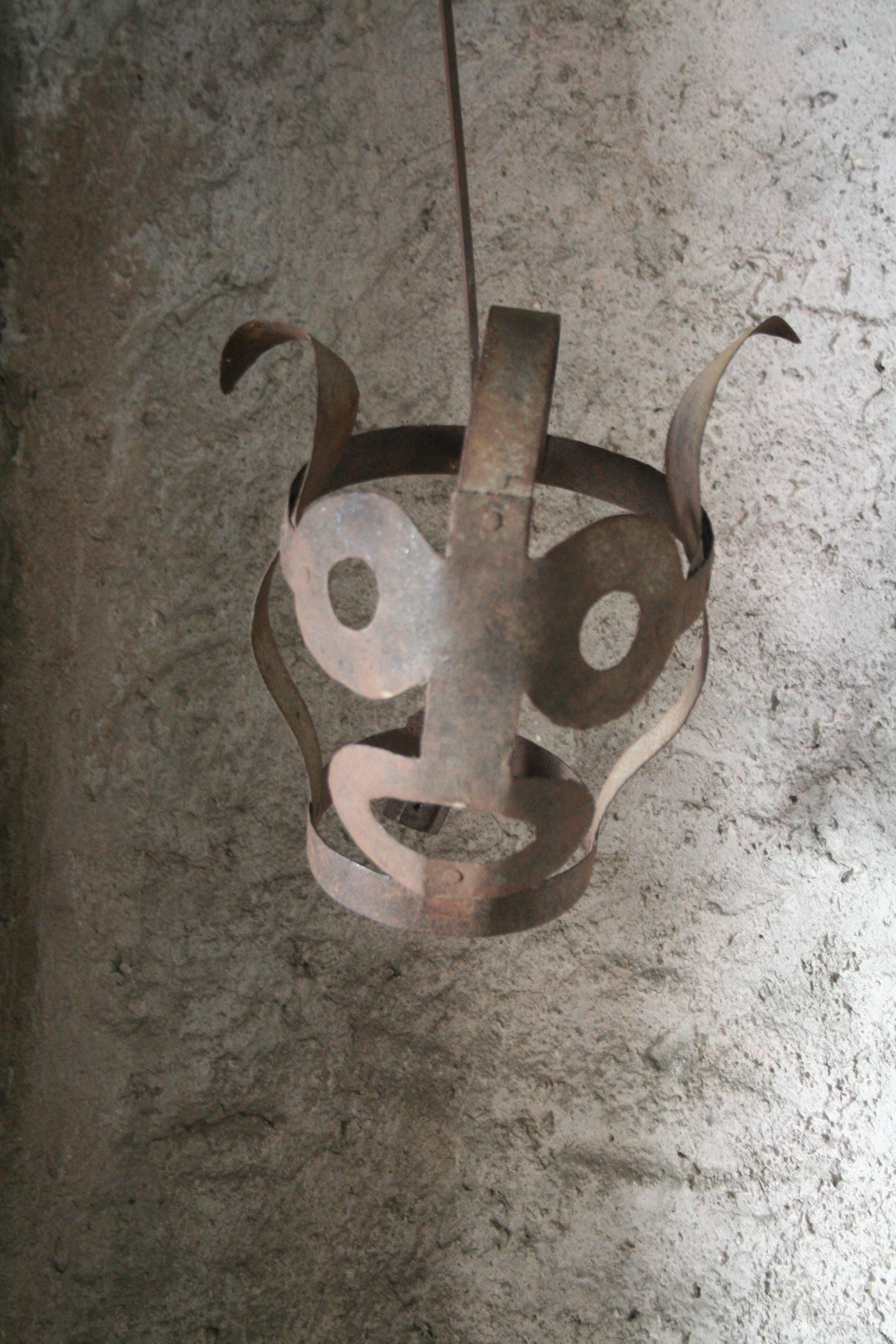
Schandmaske
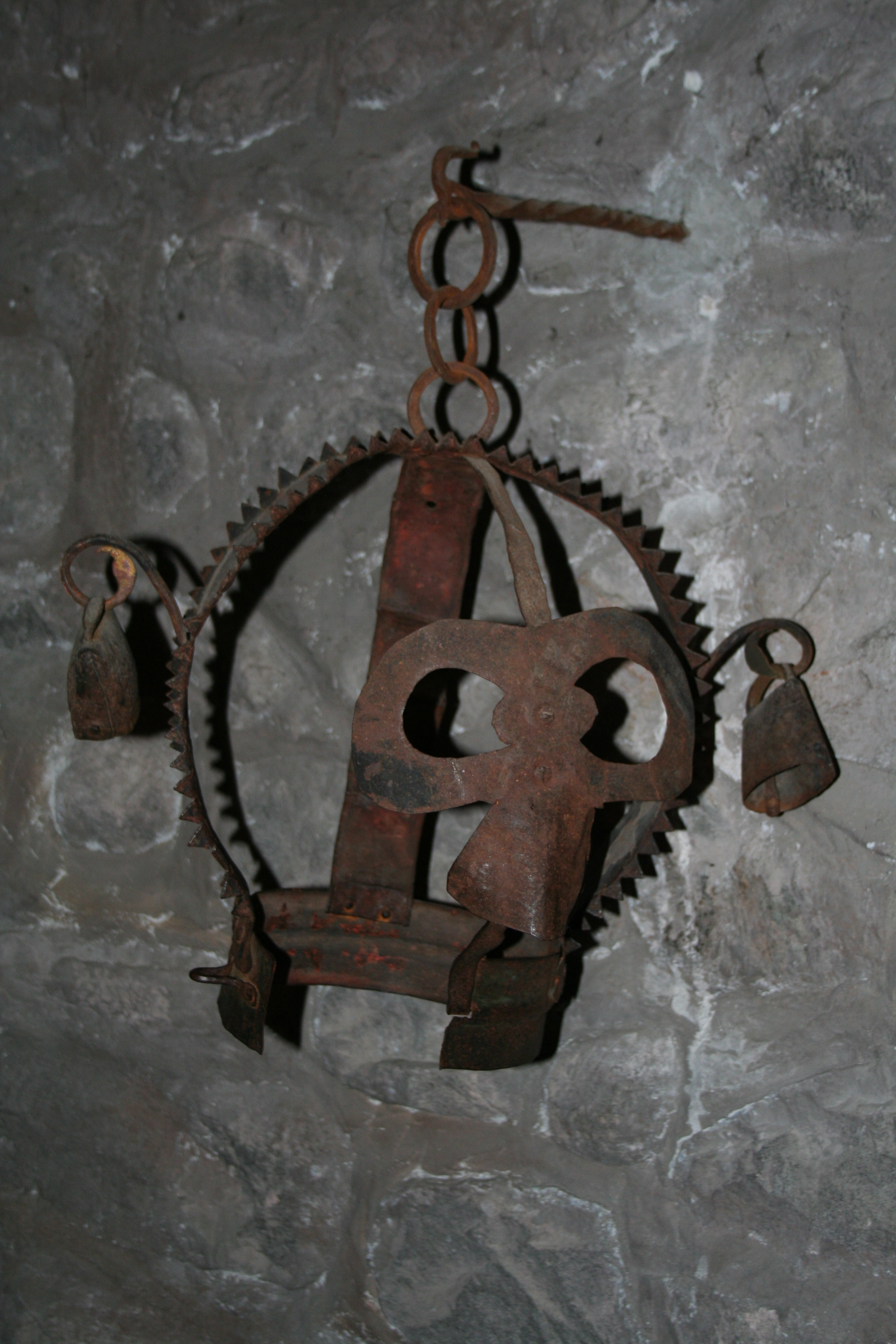
Schandmaske1
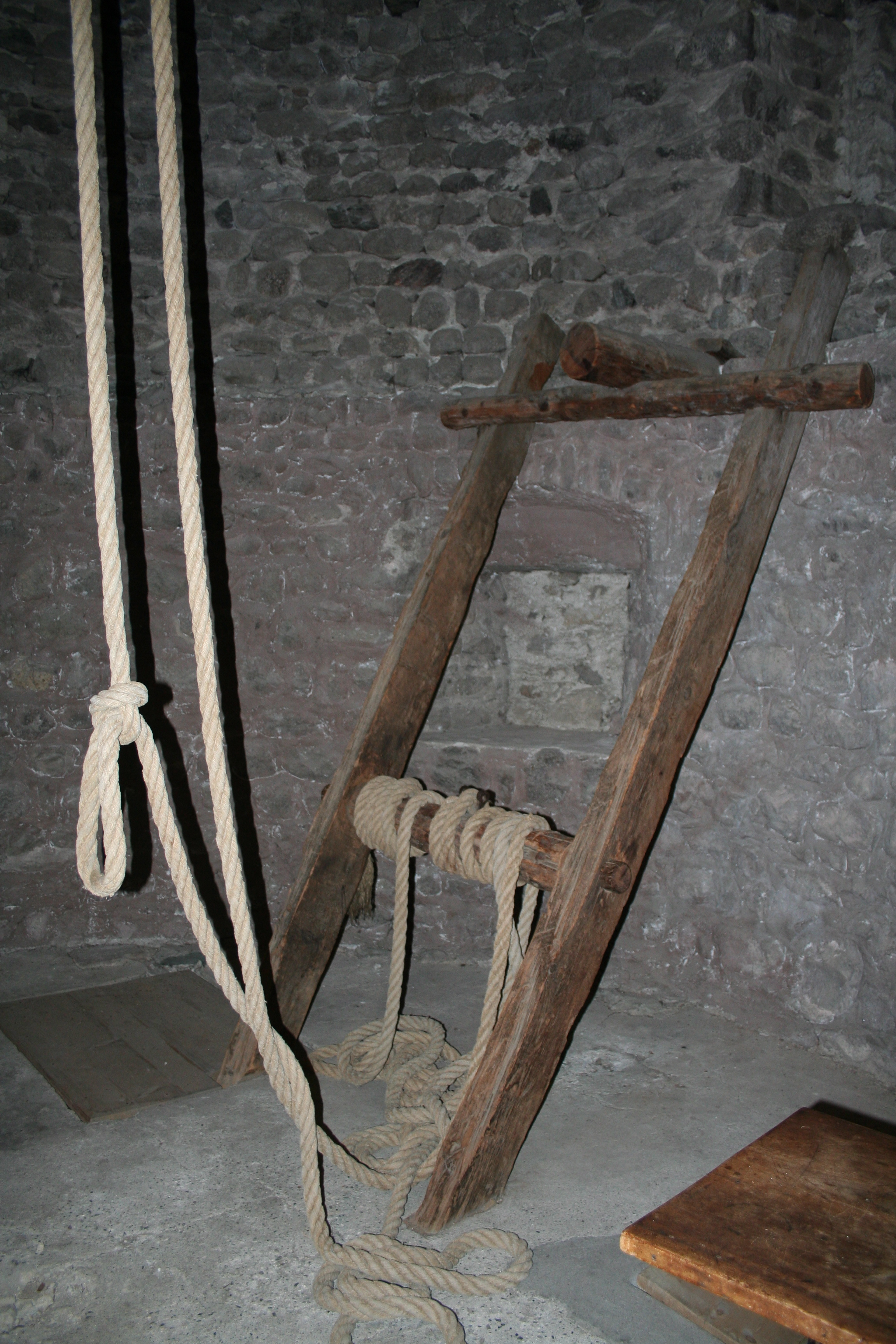
Streckleiter
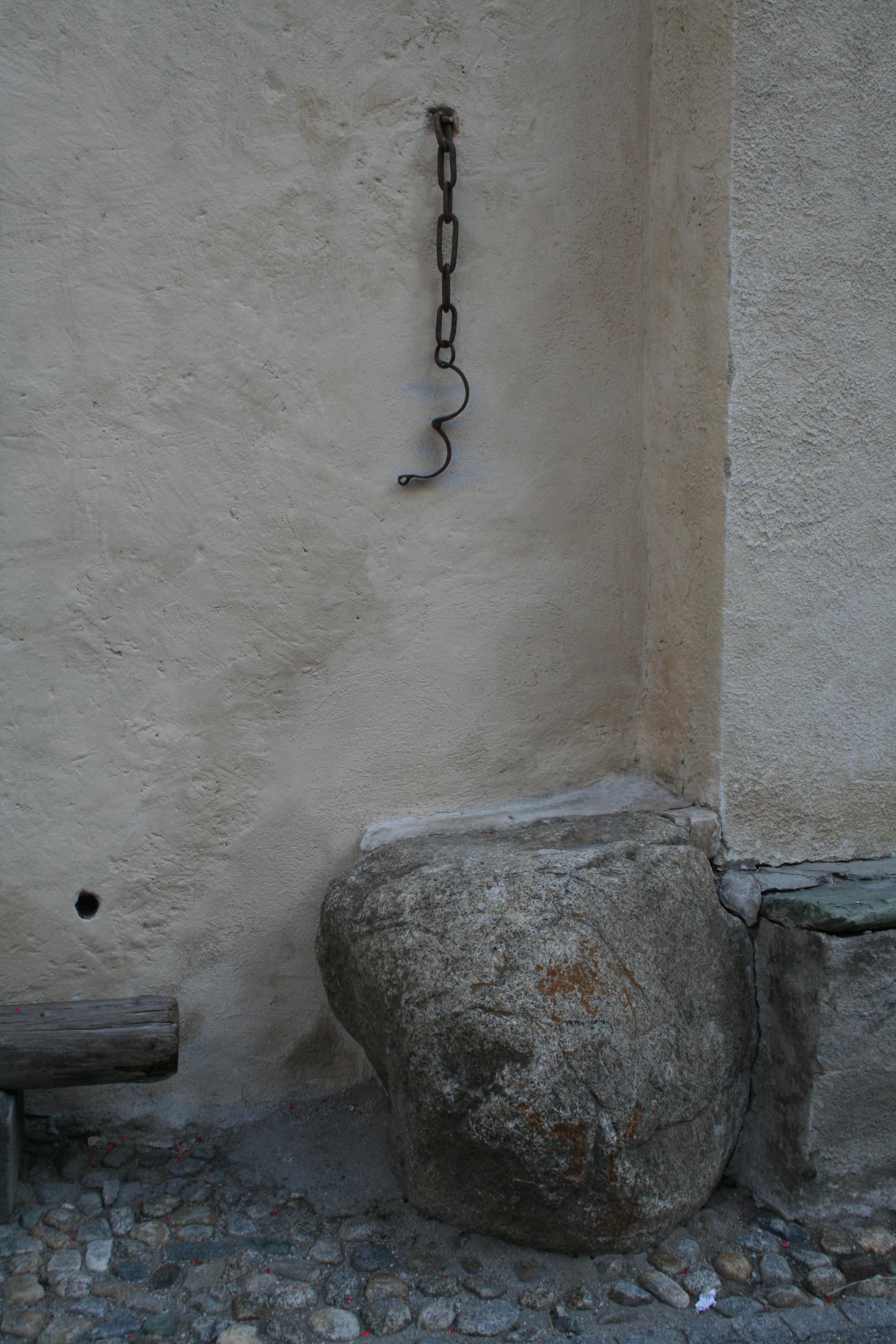
Pranger